# Steve Barry
Steven John Barry (ur. 25 października 1950 w Cardiff) – brytyjski lekkoatleta, chodziarz, mistrz igrzysk Wspólnoty Narodów w 1982, olimpijczyk.

## Kariera sportowa
Jest Walijczykiem. Na igrzyskach Wspólnoty Narodów reprezentował Walię, a na pozostałych dużych imprezach międzynarodowych Wielką Brytanię.
Zajął 17. miejsce w chodzie na 20 kilometrów w pucharze świata w chodzie w 1981 w Walencji.
Zajął 5. miejsce w chodzie na 5000 metrów na halowych mistrzostwach Europy w 1982 w Mediolanie oraz 11. miejsce w chodzie na 20 kilometrów na mistrzostwach Europy w 1982 w Atenach.
Zdobył złoty medal w chodzie na 30 kilometrów na igrzyskach  Wspólnoty Narodów w 1982 w Brisbane, wyprzedzając Kanadyjczyków Marcela Jobina i Guillaume’a Leblanca. Na halowych mistrzostwach Europy w 1983 w Budapeszcie zajął 4. miejsce w chodzie na 5000 metrów, a na igrzyskach olimpijskich w 1984 w Los Angeles 24. miejsce w chodzie na 20 kilometrów.
Barry był mistrzem Wielkiej Brytanii (AAA) w chodzie na 3000 metrów w 1980 oraz w chodzie na 10 000 metrów w latach 1981–1983, mistrzem Wielkiej Brytanii (RWA) w chodach na 10 mil i na 20 kilometrów 1982 i 1983, a także mistrzem UK Championships w chodzie na 10 000 metrów w latach 1981–1983.

## Rekordy życiowe
Steve Barry miał następujące rekordy życiowe:
- chód na 3000 metrów – 11:53,46 (21 sierpnia 1982, Birmingham)
- chód na 5000 metrów (hala)  – 20:08,04 (5 marca 1983, Budapeszt)
- chód na 10 000 metrów – 40:54,7 (19 marca 1983, Kirkby-in-Ashfield)
- chód na 20 kilometrów – 1:22:51 (26 lutego 1983, Douglas)